# Herb gminy Serokomla
Herb gminy Serokomla – symbol gminy Serokomla.

## Wygląd i symbolika
Herb przedstawia na tarczy w polu srebrnym zieloną arabeskę z trzema czerwonymi kwiatami z czarnym ptakiem siedzącym u góry.

## Historia
Pierwszym herbem miasta było godło z herbu Syrokomla, którym posługiwał się jego założyciel, Piotr Kijeński, czyli łękawica z krzyżem. W związku z zapomnieniem historycznego wzoru herbu, w 1847, dla celów urzędowych, otrzymało nowy herb. Ten wizerunek jest używany przez władze gminy do dziś, choć między 2014 a 2016 na stronie Biuletynu Informacji Publicznej gminy zaczął być określany jako „logo gminy”.